# Otlophorus inflammator
Otlophorus inflammator är en stekelart som beskrevs av Aubert 1970. Otlophorus inflammator ingår i släktet Otlophorus och familjen brokparasitsteklar. Inga underarter finns listade i Catalogue of Life.